# Fujiwara no Yoritada
Fujiwara no Yoritada (japanski 藤原 頼忠, ふじわら の よりただ) (2. godina Enchōa / 924. – 26. dan 6. mjeseca 1. godine Eisoa / 5. kolovoza 989.) je bio kugyō koji je obnašao dužnost regenta kad su na carsko prijestolje stupili Morihira-shinnō (car En'yū) i Morosada-shinnō (car Kazan (japanski car)).
Drugi je sin Fujiware no Saneyorija i kćer Fujiware no Tokihire. Imao je starijeg brata Atsutoshija.
Ocem je japanskog pjesnika Kintōa koji je sabrao carsku antologiju waka pjesništva Shūi Wakashū i zbirku kineskog pjesništva i proze (oko 600 izabranih djela) te 25 japanskih pjesama u zbirku Wakan Rōeishū (和漢朗詠集), vrlo cijenjenoj zbirci koja je pomogla širenju utjecaja kineske književnosti na japanskom dvoru.
977. je postao sadaijinom. Kad je njegov rođak, regent Fujiwara no Kanemichi došao u kritično stanje, dužnost kampakua ustupio je Yoritadi, jer je Kanemichi bio u rivalstvu s bratom Kaneieom. Od 978. bio je daijō daijinom, a njegovo postumno ime kao daijō daijina bilo je Rengi-kō (廉義公).